# 南达尔富尔州
南達爾富爾州（阿拉伯语：‎）是苏丹的一个州，位於該國西南部，西鄰查德，西南鄰中非共和國。面积127,300平方千米，人口為2,890,348人（2006年），首府尼亞拉。